# Herpotrichia nypicola
Herpotrichia nypicola är en svampart som beskrevs av K.D. Hyde & Alias 1999. Herpotrichia nypicola ingår i släktet Herpotrichia, ordningen Pleosporales, klassen Dothideomycetes, divisionen sporsäcksvampar och riket svampar.   Inga underarter finns listade i Catalogue of Life.